# Świecie nad Osą
Świecie nad Osą (niem. Schwetz) – wieś w Polsce położona w województwie kujawsko-pomorskim, w powiecie grudziądzkim, w gminie Świecie nad Osą.

## Podział administracyjny

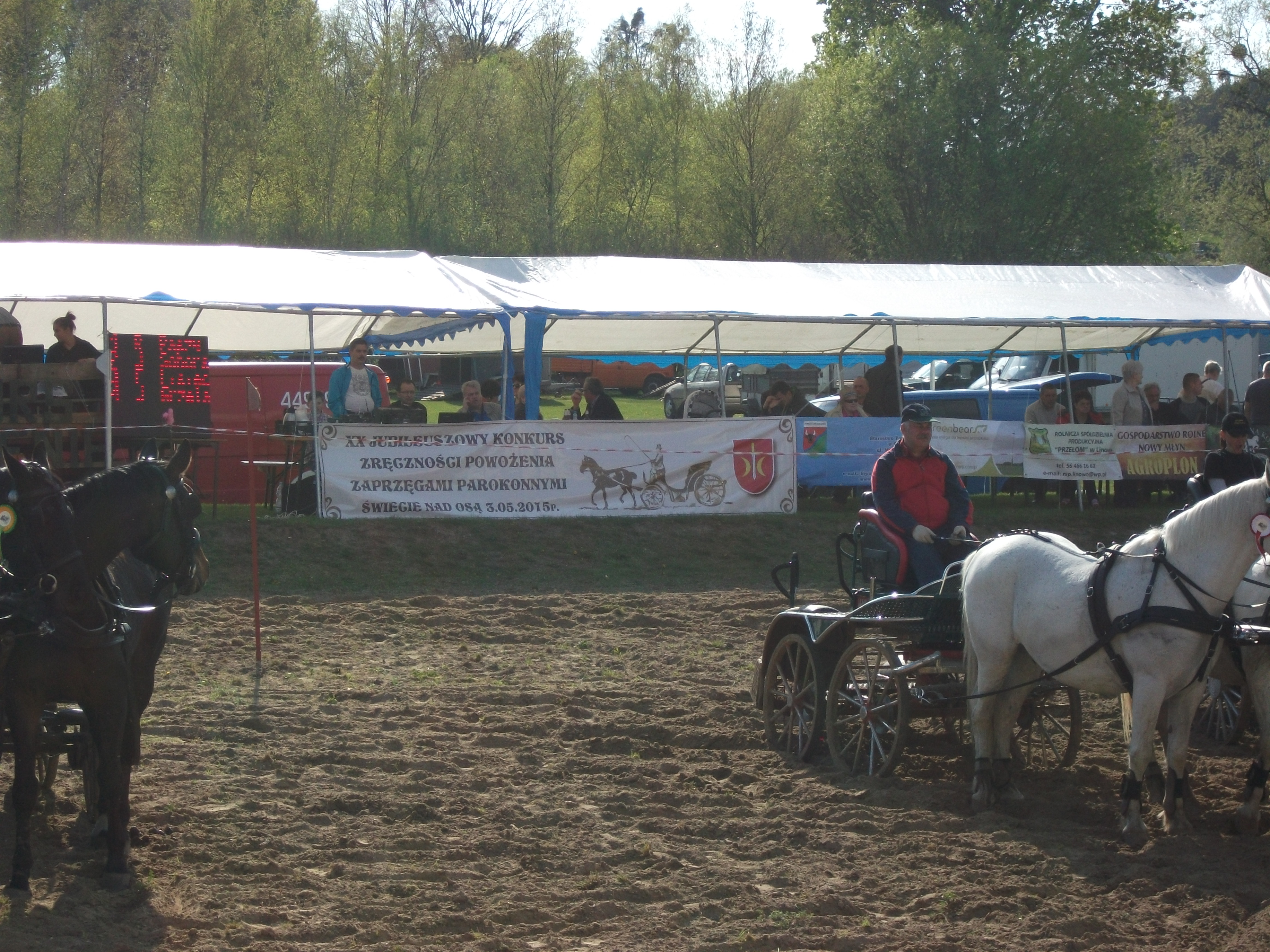
XX Jubileuszowy Konkurs Zręczności Powożenia Zaprzęgami Parokonnymi, Świecie nad Osą, 3 maja 2015

W latach 1975–1998 miejscowość administracyjnie należała do województwa toruńskiego. Miejscowość jest siedzibą gminy Świecie nad Osą.

## Demografia
Według Narodowego Spisu Powszechnego (III 2011 r.) wieś liczyła 965 mieszkańców. Jest największą miejscowością gminy Świecie nad Osą.

## Zabytki
Grodzisko składa się z podgrodzia otoczonego fosą i wałem oraz pozostałości właściwego grodu wznoszącego się na wysokość 25 m nad rzeczkę Lutrynę, lewy dopływ rzeki Osa. Badania wykazały, że nadgraniczny słowiański gród był użytkowany w 2 fazach. Początkowo we wczesnym średniowieczu, od 2. połowy X wieku do XI wieku, w części majdanu istniały zabudowania drewniane. W drugiej fazie gród funkcjonował w okresie od XIII do początków XIV wieku. Gród ten nie był wzmiankowany w żadnych źródłach pisanych. Grodzisko znajduje się w centrum wsi. Badania na jego terenie przeprowadzono sondażowo: w latach 1967 i 1990, oraz wykopaliskowo: w latach 1976-1980.

## Zawody w powożeniu
Od roku 1996 regularnie (3 maja), w miejscowości odbywają się zawody zręczności powożenia zaprzęgami parokonnymi.